# Delivery (film)
Delivery è un film del 2004 diretto da Nikos Panayotopoulos.
Pellicola di produzione greca, venne presentata in concorso alla 61ª Mostra internazionale d'arte cinematografica di Venezia.
Il film è una sorta di favola nera trattata però in maniera delicata e ironica.
Il regista lo ha definito «un film povero, sulla povera gente».

## Trama
Le avventure, nella città di Atene, di un pigro ragazzo addetto alla consegna delle pizze chiamato Pizza Boy o Gagarin o ancora Suleiman.